# Puig Pelat (Sant Martí de Riucorb)
El Puig Pelat és una muntanya de 458 metres que es troba al municipi de Sant Martí de Riucorb, a la comarca catalana de l'Urgell.